# Kukačka naříkavá
Kukačka naříkavá (Cacomantis merulinus) je druh kukačky z rodu Cacomantis, která se vyskytuje v Orientální oblasti. 

## Systematika a rozšíření
Kukačku naříkavou formálně popsal již v roce 1786 italský přírodovědec Giovanni Antonio Scopoli pod názvem Cuculus merulinus. Moderní taxonomie druh zná pod vědeckým jménem Cacomantis merulinus a rozřazuje jej do několika poddruhů s tímto rozšířením:
- C. m. querulus Heine, 1863 − východní Himáláj po jižní Čínu, Indočínu a Malajský poloostrov;
- C. m. threnodes Cabanis & Heine, 1863 − jih Malajského poloostrova, Sumatra, Borneo;
- C. m. lanceolatus (Müller, S, 1843) − Jáva a Bali.
- C. m. merulinus (Scopoli, 1786) − Filipíny, Sulawesi.

Druhové jméno merulinus odkazuje ke kosu černému, jehož binomické jméno je Turdus merula.

## Stanoviště
Jedná se o lesní druh kukačky obývající lesnatou a křovinatou krajinu. Vedle primárního lesa obývá i sekundární les, bambusové háje, travnaté biotopy, bažiny, zahrady, plantáže a vyskytuje se dokonce i ve vesnicích a městech.

## Popis

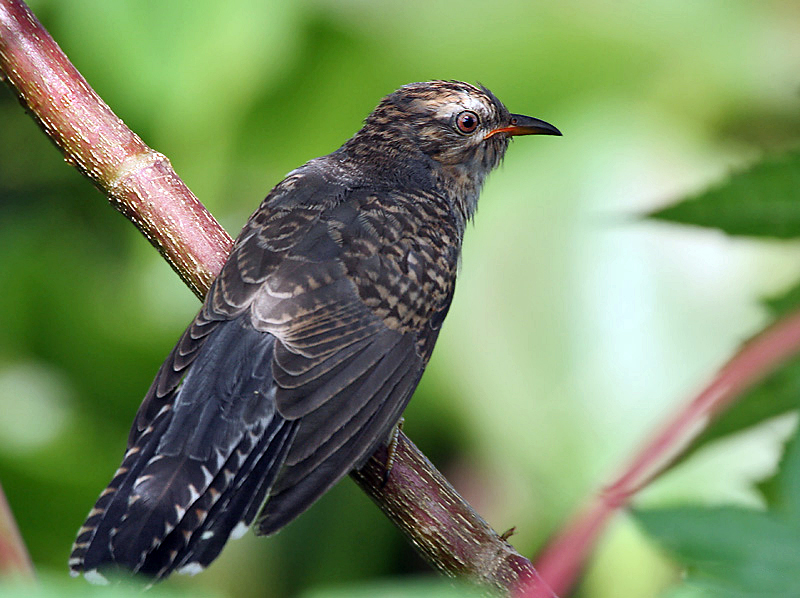
Nedospělý jedinec

S délkou těla do 23 cm se jedná o menší druh kukačky. Hlava je světle šedá, svrchní část těla včetně křídel je tmavě šedá s jemným odleskem. Krovky mají trochu rezavé. Šedá barva hlavy zasahuje přes hrdlo a krk po horní část hrudi, načež přechází do světle skořicové. Ocasní pera se postupně prodlužují a mají bílá zakončení, což při složeném ocasu zespoda vypadá jako několik příčných pruhů. Samice se občas podobná samci, avšak většinou se vyskytuje v tzv. rezavé morfě. V této podobně má samice po celém těle tmavě hnědé husté pruhování na podkladové rezavé (svrchní strana těla) nebo bílé (spodina). Nedospělý jedinec má různě zbarvené opeření od tmavě šedé s několika bílými pruhy na břichu po rezavé opeření s tmavě hnědými pruhy na svrchní straně těla a bílým břichem s tmavými pruhy. Duhovky jsou červené až hnědé (u nedospělce šedé), oční kroužek je šedý. Zobák je černý, občas se žlutou nebo oranžovou spodní čelistí. Nohy jsou světle žluté.

## Biologie
K hlasovým projevům kukačky patří naříkavé hvízdavé taj... ta... tí nebo opakované taj... ta... ta... taj. Živí se hmyzem, mj. ochlupenými i neochlupenými housenkami, brouky či termity. Občas sezobne i ovoce.

### Hnízdění
Jedná se o parazitický druh kukačky. Typický hostitelský druh si staví kopulovité hnízdo s malým vletovým otvorem. K hostitelským druhům patří převážně pěvci z čeledi Cisticolidae, hlavně rody Cisticola, Prinia a Orthotomus. V indickém Ásámu k hostitelským druhům patří cistovník rákosníkový (Cisticola juncidis), Prinia superciliaris, prinie asijská (Prinia crinigera), prinie šedoprsá (Prinia hodgsonii), prinie afroasijská (Prinia subflava) nebo krejčiřík obecný (Orthotomus sutorius). Doba rozmnožování stejně jako tvar a zbarvení vajec se liší podle oblasti v závislosti na hostitelském druhu.

## Ohrožení a početnost
Mezinárodní svaz ochrany přírody (IUCN) považuje kukačku naříkavou za málo dotčený druh se stabilní populací. Globální populace nebyla kvantifikována, odhad velikosti čínské populace se pohybuje kolem 10 000−100 000 hnízdních párů. Ve svém areálu výskytu bývá druh popisován jako běžný.